# Eupithecia regulella
Eupithecia regulella là một loài bướm đêm trong họ Geometridae.